# Sarıcaali, İpsala
Sarıcaali là một xã thuộc huyện İpsala, tỉnh Edirne, Thổ Nhĩ Kỳ. Dân số thời điểm năm 2011 là 777 người.